# Karel Bejbl
Karel Bejbl (* 17. Januar 1906 in Žižkov, Österreich-Ungarn; † 14. März 1962) war ein tschechischer Fußballspieler und -trainer.

## Spielerkarriere

### Verein
Karel Bejbl begann im Alter von 13 Jahren mit dem Fußballspielen beim Prager Vorortverein AFK Vršovice, dem späteren Bohemians Prag. 1921 wurde er tschechischer Juniorenmeister. Schon mit 17 Jahren wurde der technisch herausragende Mittelstürmer in der ersten Mannschaft eingesetzt. In der ersten Saison der tschechoslowakischen Profiliga 1925 gelangen ihm sechs Tore.
Im September 1925 wurde Bejbl, der auch als Spielmacher in Erscheinung trat vom SC Wacker Wien verpflichtet. Dort traf er in der Hinrunde der Spielzeit 1925/26 drei Mal. Zum Jahreswechsel zog es ihn weiter zum SK Slovan Wien, für den er zwei Treffer erzielte. Während dieser Zeit spielte er auch einmal in der Wiener Stadtauswahl.
Anschließend kehrte Bejbl nach Prag zurück, allerdings nicht zu seinem alten Klub, sondern zu dessen Rivalen Slavia Prag, womit er die Australientournee des AFK Vršovice 1927 verpasste. Schon bald nach der Rückkehr des jetzt Bohemians genannten Klubs schloss sich Bejbl wieder seinem Jugendverein an. Damit begann die erfolgreichste Zeit in der Laufbahn des Angreifers. Er gehörte zu den besten Stürmer der tschechoslowakischen Liga und wurde in die Nationalmannschaft berufen. In der Saison 1930/31 erzielte er 16 Treffer, danach ging es für ihn, als auch für den Verein bergab. Für die Landesauswahl wurde er nicht mehr berücksichtigt, seine Laufbahn beendete er in der Saison 1934/35, in der ihm kein Tor gelang und die für seinen Klub mit dem Abstieg endete.
In der höchsten tschechoslowakischen Liga absolvierte Karel Bejbl 120 Spiele, in denen er 69 Tore schoss.

### Nationalmannschaft
Sein Debüt im tschechoslowakischen Nationaldress gab Bejbl am 20. März 1927 gegen Österreich in Wien, vor er ein Jahr zuvor in der Liga gespielt hatte. Die ČSR gewann mit 2:1. In insgesamt zehn Länderspielen schoss Bejbl zehn Tore, wobei ihm in seinem letzten Spiel drei Treffer gelangen, die Tschechoslowakei besiegte im Prager Letná-Stadion die Schweiz mit 7:3.

## Trainerkarriere
Nach seiner aktiven Laufbahn arbeitete Karel Bejbl als Trainer. 1957 betreute er in drei Spielen die Tschechoslowakische Nationalmannschaft. Am 16. Juni 1957 besiegte die Tschechoslowakei in Brünn die Mannschaft der DDR mit 3:1. Bejbl zweites Spiel auf der Bank am 13. Oktober 1957 endete mit einem 2:2-Unentschieden gegen Österreich. Sein letztes Spiel war ein 4:1-Auswärtssieg in Leipzig gegen die DDR.